# Claude-François de Montboissier de Canillac de Beaufort
Claude-François de Montboissier de Canillac de Beaufort (1693 (ou 1699) - Paris, 27 janvier 1761)
Ecclésiastique français de la famille de Montboissier, famille d'origine Auvergnate ou Limousine qui porta à partir de 1459 le nom de Montboissier-Beaufort-Canillac ou de Beaufort-Canillac, prélat-commandeur de l'Ordre du Saint-Esprit.

## Biographie
D'après son principal biographe Jean-Baptiste-Pierre Jullien de Courcelles, Claude-François de Montboissier de Beaufort, dit « abbé de Canillac », cumule de nombreux bénéfices ecclésiastiques : abbé de Canillac, reçu chanoine-comte de Brioude (3 août 1712), puis de Lyon (27 avril 1716), abbé de Barbeau (8 janvier 1731), de Montmajour (1735), de Cercamp (1739) et de Fécamp (1745). Auditeur de la Rote en juillet 1733, il est chargé d'affaires de la France à Rome en 1742 et 1748. Nommé conseiller d'état, il est promu  prélat-commandeur de l'Ordre du Saint-Esprit le 10 juin 1753. Il meurt à Paris le 27 janvier 1761 à 68 ans.